# Juan Germán Roscio
Juan Germán Roscio (27 tháng 5 năm 1763 – 10 tháng 3 năm 1821) là một luật sư và chính trị gia người Venezuela gốc Ý..Ông làm bộ trưởng bộ ngoại giao dưới thời Junta of Caracas và là chủ biên của Venezuelan Declaration of Independence. Roscio cũng là kiến trúc sư chính cho Hiến pháp Venezuela vào năm 1811.